# Kabinett Duclerc

Charles Duclerc war von 1882 bis 1883 Premierminister Frankreichs

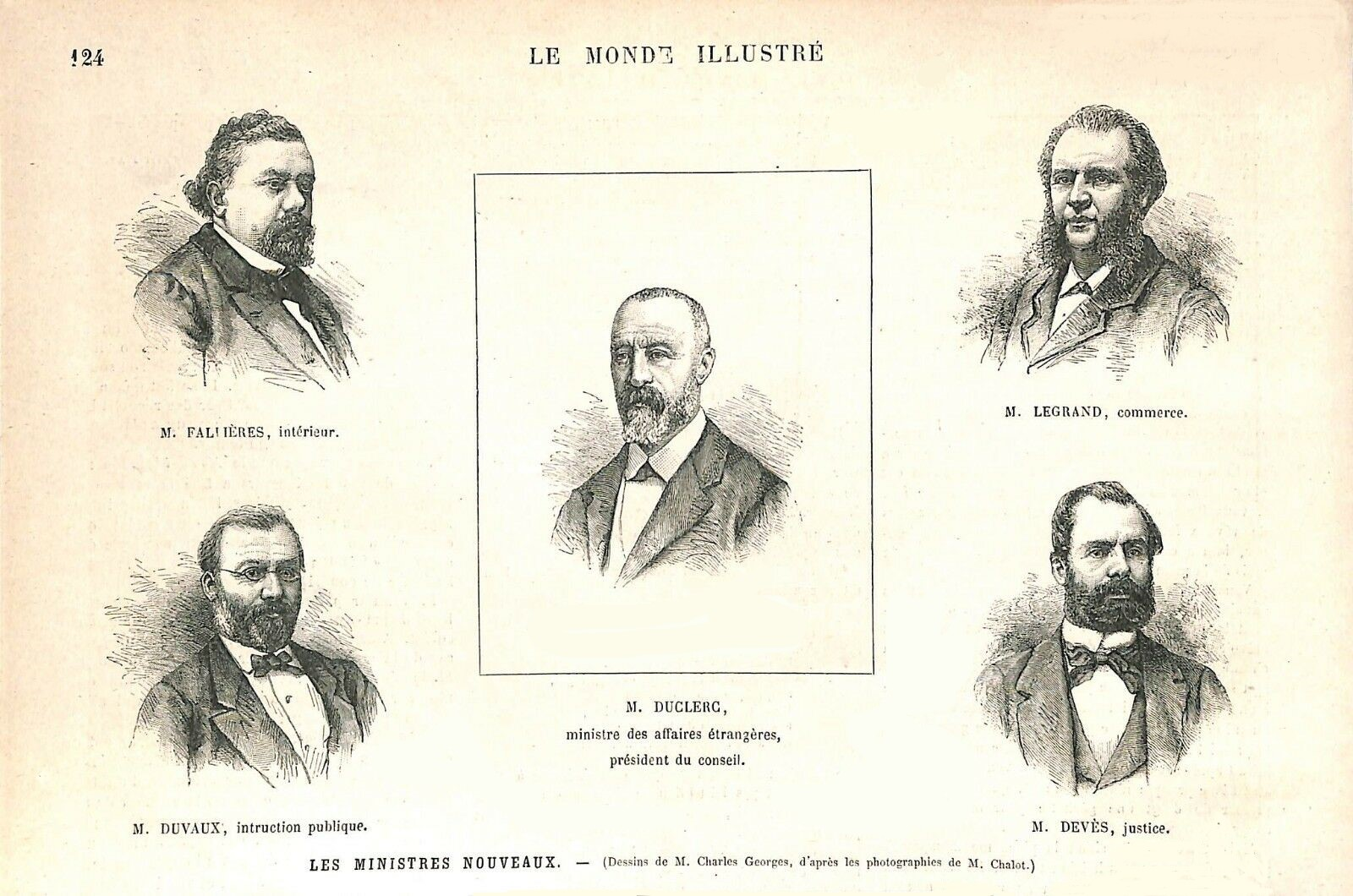
Kabinett Charles Duclerc, Le Monde illustré, 19. August 1882.

Das Kabinett Duclerc war eine Regierung der Dritten Französischen Republik. Es wurde am 7. August 1882 von Premierminister (Président du Conseil) Charles Duclerc gebildet und löste das Kabinett Freycinet II ab. Es blieb bis zum 29. Januar 1883 im Amt und wurde daraufhin vom Kabinett Fallières abgelöst.
Dem Kabinett gehörten Vertreter der Gauche républicaine (GR) und der Union républicaine (UR) an.

## Kabinett
Dem Kabinett gehörten folgende Minister an:
| Amt                                                    | Name                                 | Gruppe | Beginn der Amtszeit            | Ende der Amtszeit               |
| ------------------------------------------------------ | ------------------------------------ | ------ | ------------------------------ | ------------------------------- |
| Premierminister                                        | Charles Duclerc                      | GR     | 7. August 1882                 | 29. Januar 1883                 |
| Außenminister                                          | Charles Duclerc                      | GR     | 7. August 1882                 | 29. Januar 1883                 |
| Siegelbewahrer, Justiz- und Religionsminister          | Pierre Paul Devès                    | GR     | 7. August 1882                 | 29. Januar 1883                 |
| Innen- und Religionsminister                           | Armand Fallières                     | GR     | 7. August 1882                 | 29. Januar 1883                 |
| Kriegsminister                                         | Jean-Baptiste Billot                 | GR     | 7. August 1882                 | 29. Januar 1883                 |
| Minister für öffentlichen Unterricht und schöne Künste | Jules Duvaux                         | UR     | 7. August 1882                 | 29. Januar 1883                 |
| Minister für Marine und Kolonien                       | Jean Bernard Jauréguiberry           |        | 7. August 1882                 | 29. Januar 1883                 |
| Finanzminister                                         | Pierre Tirard                        | UR     | 7. August 1882                 | 29. Januar 1883                 |
| Landwirtschaftsminister                                | François de Mahy                     | GR     | 7. August 1882                 | 29. Januar 1883                 |
| Handelsminister                                        | Pierre Legrand                       | GR     | 7. August 1882                 | 29. Januar 1883                 |
| Minister für Post und Telegrafie                       | Louis Adolphe Cochery                | GR     | 7. August 1882                 | 29. Januar 1883                 |
| Minister für öffentliche Arbeiten                      | Pierre Legrand Anne-Charles Hérisson | GR GR  | 7. August 1882 10. August 1882 | 10. August 1882 29. Januar 1883 |

### Unterstaatssekretäre
Dem Kabinett gehörten folgende Sous-secrétaires d’État an:
| Amt                                               | Name              | Gruppe | Beginn der Amtszeit | Ende der Amtszeit |
| ------------------------------------------------- | ----------------- | ------ | ------------------- | ----------------- |
| Innen- und Religionsministerium                   | Jules Develle     | UR     | 7. August 1882      | 29. Januar 1883   |
| Justiz- und Religionsministerium                  | François Varambon | UR     | 10. August 1882     | 29. Januar 1883   |
| Ministerium für Finanzen                          | Justin Labuze     | GR     | 10. August 1882     | 29. Januar 1883   |
| Ministerium für öffentliche Arbeiten              | Charles Baïhaut   | UR     | 10. August 1882     | 29. Januar 1883   |
| Ministerium für öffentlichen Unterricht und Kunst | Jules Logerotte   | GR     | 10. August 1882     | 29. Januar 1883   |

## Historische Einordnung
Außenpolitisch versuchte Duclerc vergebens, mit England eine Regelung zur gemeinsamen Kontrolle Ägyptens zu finden. Innenpolitisch spielten die Unruhen in Montceau-les-Mines eine wichtige Rolle. Im November 1882 annektierte Frankreich den M'zab und Teile der Sahara.
Beim 6. Parteikongress der Fédération des travailleurs socialistes de France, der Ende September 1882 stattfand, kam es zum Bruch zwischen den Reformisten und den Anhängern Jules Guesdes, der daraufhin zusammen mit Paul Lafargue die Parti ouvrier français gründete.
Am 16. Januar 1883 wurde in Paris Prinz Napoleon verhaftet, weil er in einem Manifest eine Volksabstimmung zugunsten seiner Thronansprüche gefordert hatte. In der Folge überwarf sich Duclerc in der Frage, inwieweit Mitglieder ehemals regierender Familien Ämter in der Verwaltung oder beim Militär übernehmen durften, mit seinem Innenminister Armand Fallières und trat zurück.